# Bia Villa-Chan
Beatriz de Lucena Villa-Chan Cantalupo, conhecida pelo nome artístico Bia Villa-Chan, é uma cantora e multi-instrumentista nascida no Recife, em Pernambuco, em 19 de fevereiro de 1984. A artista é conhecida como a “Mainha do Pix” ou “Loira do Pix” por conta do seu grande sucesso: “Pix pra Mainha”, lançado em setembro de 2024. Seu repertório passeia pela Lambada, Zouk, Guitarrada e Pop, tendo como marca registrada as apresentações com a Guitarra Elétrica e Guitarra Baiana, seu principal instrumento musical. Em 2019, ela venceu o prêmio de música nordestina, o “Troféu Gonzagão”. Bia colaborou com nomes como Alceu Valença, Luiz Caldas, Armandinho (guitarrista) e Ximbinha. Casada com o empresário e produtor Amaury Pinto Jr desde 2006, mãe de Heitor Villa-Chan (2007) e Leticia Villa-Chan (2009). 

## Biografia
Bia Villa-Chan iniciou seus conhecimentos musicais por conta do avô Heitor Villa-Chan, um dos criadores do bloco Pirilampos de Tejipió, com quem aprendeu tocar bandolim em casa, aos seis anos de idade. A pernambucana se formou em violão clássico no Centro de Artes Comunicação da Universidade Federal de Pernambuco (UFPE), também dominando guitarra, contrabaixo, bateria, clarinete, sax e piano.
Beatriz também é mestre em Engenharia Biomédica na área de energia nuclear e radioproteção pela UFPE, mas passou a se dedicar com exclusividade ao campo artístico somente em 2017, depois de superar um câncer na tireoide. A estreia musical foi com o EP Pedacinho de Mim, composto por seis faixas. A obra contou com direção musical de César Michiles e composições de Jota Michiles, Daniel Bruno, Marco Mirti e Antônio Siqueira Campos.
Bia Villa-Chan já colaborou com o cantor pernambucano Alceu Valença e com o guitarrista baiano Armandinho Macêdo (filho de Osmar Macêdo, o criador do trio elétrico no Carnaval de Salvador ao lado de Dodô) . Ela foi atração de eventos culturais como o Galo da Madrugada, o maior bloco carnavalesco do planeta segundo o Guiness World Records, e o BB Seguros de Blues e Jazz. Em 2019, venceu o 10º Prêmio da Música Pernambucana (outorgado pela Associação de Cantores e Intérpretes de Pernambuco) na categoria Melhor Cantora de MPB, o Troféu Gonzagão, considerado o "Oscar" da música nordestina, e foi condecorada como Talismã do Baile dos Artistas do Recife. No mesmo ano, lança o ábum GiraSons .

## Discografia
- EP Pedacinho de Mim (2018)
- GiraSons (2019)
- Perde Esse Medo (2025)